# Elezioni parlamentari in Finlandia del 1910
Le elezioni parlamentari in Finlandia del 1910 si tennero il 1º febbraio per il rinnovo dell'Eduskunta, sciolta nuovamente dallo zar stavolta perché il parlamento aveva votato contro il riscatto che tutti gli anni la Finlandia pagava per prorogare la sospensione della coscrizione obbligatoria nell’esercito russo.

## Risultati
| Liste                                | Voti    | %     | Seggi |
| ------------------------------------ | ------- | ----- | ----- |
| Partito Socialdemocratico Finlandese | 316.951 | 40,04 | 86    |
| Partito Finlandese                   | 174.661 | 22,07 | 42    |
| Partito dei Giovani Finlandesi       | 114.291 | 14,44 | 28    |
| Partito Popolare Svedese             | 107.121 | 13,53 | 26    |
| Lega Agraria                         | 60.157  | 7,60  | 17    |
| Unione Operaia Cristiana Finlandese  | 17.344  | 2,19  | 1     |
| Altri                                | 1.034   | 0,13  |       |
| Totale                               | 791.559 |       | 200   |